# Kirk Degiorgio

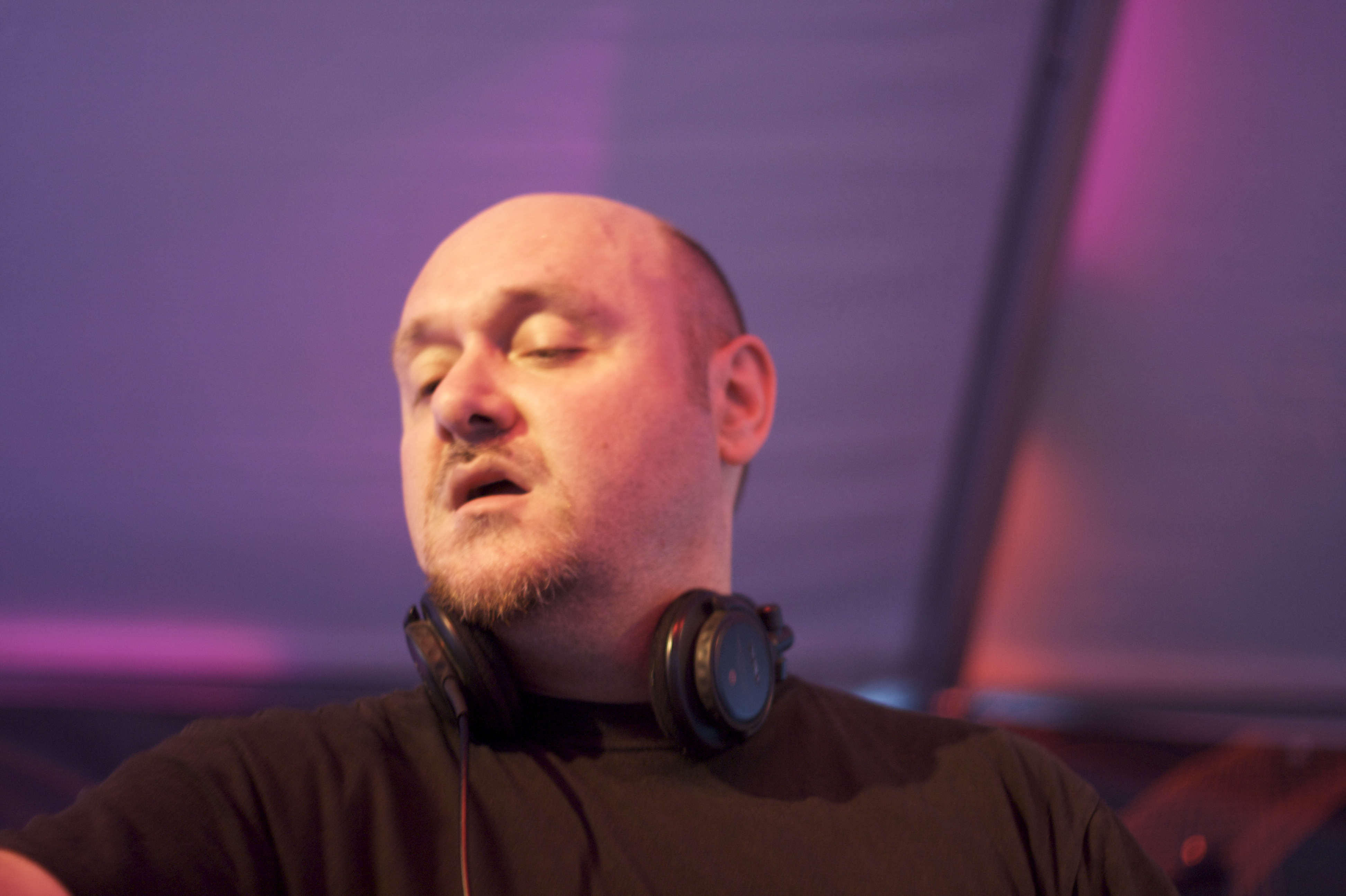

Kirk Degiorgio, más conocido por su alias As One, es un productor y DJ británico de techno. Nacido hacia finales de los 60 en Londres, empezó a producir música a principios de los 90, consolidándose como una de las figuras más representativas de la primera IDM. Fundó los sellos independientes Applied Rhythmic Technology Records (ART) y Op-Art Records, publicando música en ellos así como en otros como B12 Records, R&S Records o New Electronica. Su estilo es una mezcla de Detroit techno con sonoridades soul y jazz.

## Discografía (álbumes)

### As One
- Reflections (1994)
- Celestial Soul (1995)
- The Art of Prophecy (1997)
- Planetary Folklore (1997)
- 21st Century Soul (2001)
- Out of the Darkness (2004)
- Elegant Systems (2005)
- Planetary Folklore 2 (2006)

### Kirk Degiorgio
- Check One (1996)
- Synthesis (1998)
- Two Worlds (2001)

## Alias
- As One
- Blue Binary
- Elegy
- Esoterik
- Family Values
- Future/Past
- Offworld
- The Off World Ensemble

## Bandas
- Super-A-Loof (con Jamie Odell)
- Critical Phase (con Dan Keeling)
- The Beauty Room (con Jinadu)